# Концепт неуралне побуђености
Под утицајем открића узлазног ретикуларног активирајућег система од стране Моруција и Мегуна, јавила се нова идеја о настанку емоција и неколико теорија мотивације. Све се оне ослањају на концепт неуралне побуђености, побуде или узбуђења. Наиме, Моруци и Мегун су показали да постоји систем стварања и акумулирања неспецифичне импулсације у ретикуларном делу можданог стабла. То је систем који колатералним везама преузима импулсе који нормалним (директним) путевима иду са периферије па те, сад неспецифичне импулсе, оне који више не носе инфорамције о квалитету и интензитету догађаја на периферији, умножава и шаље ка вишим можданим структурама. На тај начин, овај систем даје енергетску потку процесима који се већ тамо догађају. Ти процеси су у вишим инстанцама мозга и тиме не мењају своја квалитативна или информацијаска обележја, али су израженији на плану свести: будности и пажње.

## Неурална побуђеност
Из овог енергетског система изведен је појам неуралне побуђености. То је параметар енергетске тензије у мозгу, односно његовим појединим деловима. Претпоставља се да та енергетска тензија мења од веома слабог до веома јаког неуралног побуђења. У раној фази развоја ове идеје веровало се да електроенцефалографски запис снима управо сложај те неуралне побуђености. Овај концепт је психолошки конструкт. Њега су у другој половини 20. века обилно користили многи аутори: Хеб да би нагласио нужност степена активности процеса у позадини при опажању, или Берлајн да би на неуралном плану објаснио настанак пријатности у естетском доживљају и дожљивљавању уопште. Ханс Ајзенк уводи овај појам у своју теорију личности како би објаснио разлике између интровертних и екстравертних личности. Наиме, налазе добијене факторском анализом, Ајзенк разлику између два типа личности тумачи појмовила руске физиолошке школе и конструктом неуралне побуђености. Павлов је приметио да постоје два типа неуралне организације код паса: пси који су се теже условљавали, условни рефлекс им је брже нестајао, пасивни, незаинтересовани и троми имали су доминантну кортикалну инхибицију, а код паса код којих је понашање било супротно - кортикална ексцитација. Седамдесетих година, Доналд Бродбент објављује своју студију о стресу у којој помиње два механизма неуралне побуђености. Та два механизма, механизам ниског нивоа и високог нивоа су у интеракцији, која се испољава под дејством спољашњих стресора. Касније је створен и закон Јеркса и Додсона.